# Agulo

Herb Agulo

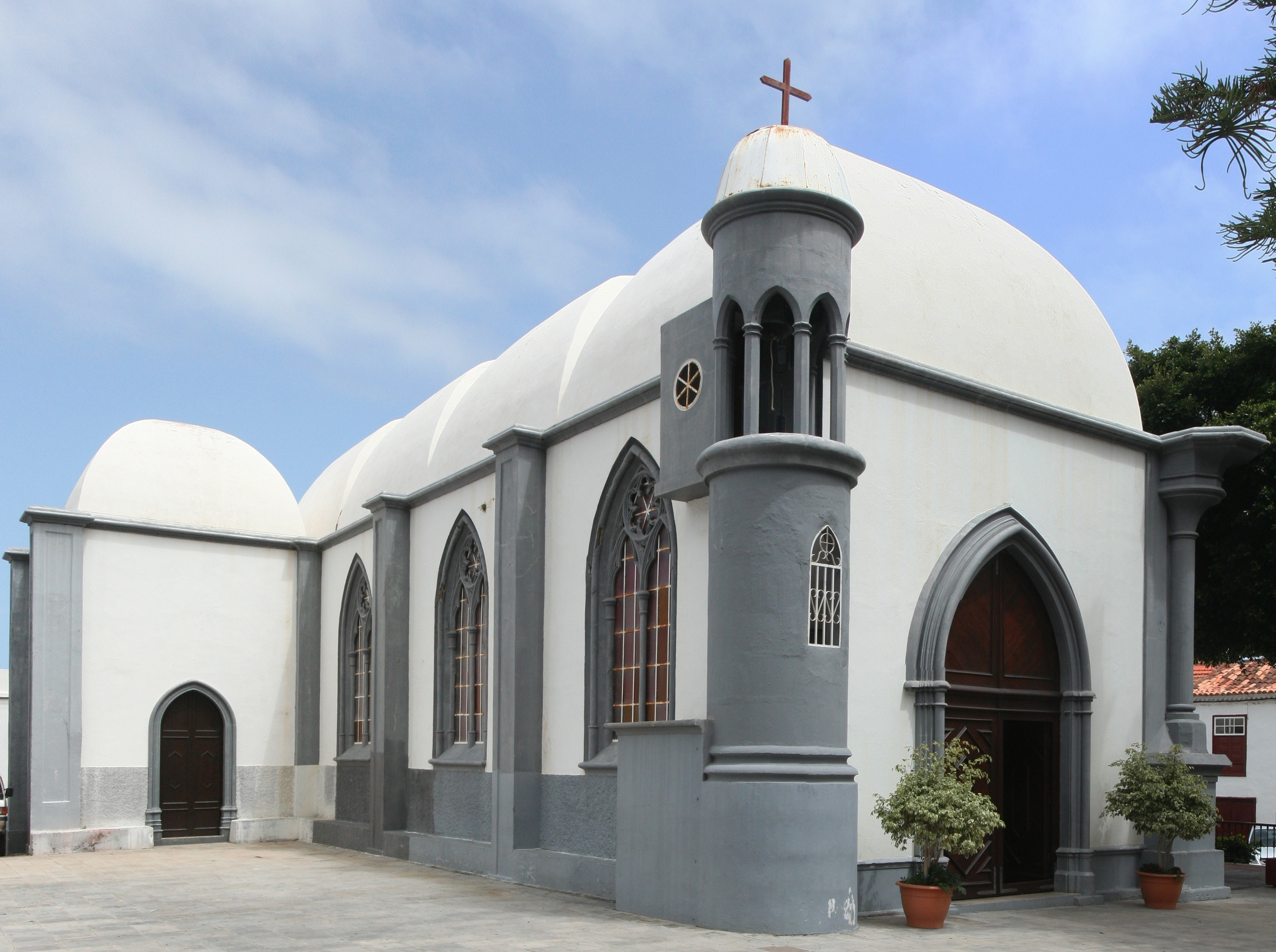
Kościół w miejscowości Agulo w gminie Agulo, La Gomera, Wyspy Kanaryjskie.

Agulo – gmina położona na północnym wybrzeżu wyspy La Gomera, w prowincji Santa Cruz de Tenerife na Wyspach Kanaryjskich. 

## Statystyka
Populacja gminy liczy 1221 osób (ISTAC, 2003), gęstość zaludnienia 47,6 osoby/km², całkowita powierzchnia 25,65 km².

## Podobszary
- Agulo (2005 pop: 707) - miasto
- Asomada de Medina (2005 pop: 58)
- Las Casas
- Charco El?
- Lepe (2005 pop: 20)
- Meriga
- La Montañeta
- La Palmita
- Las Rosas
- De Vica